# Educação financeira

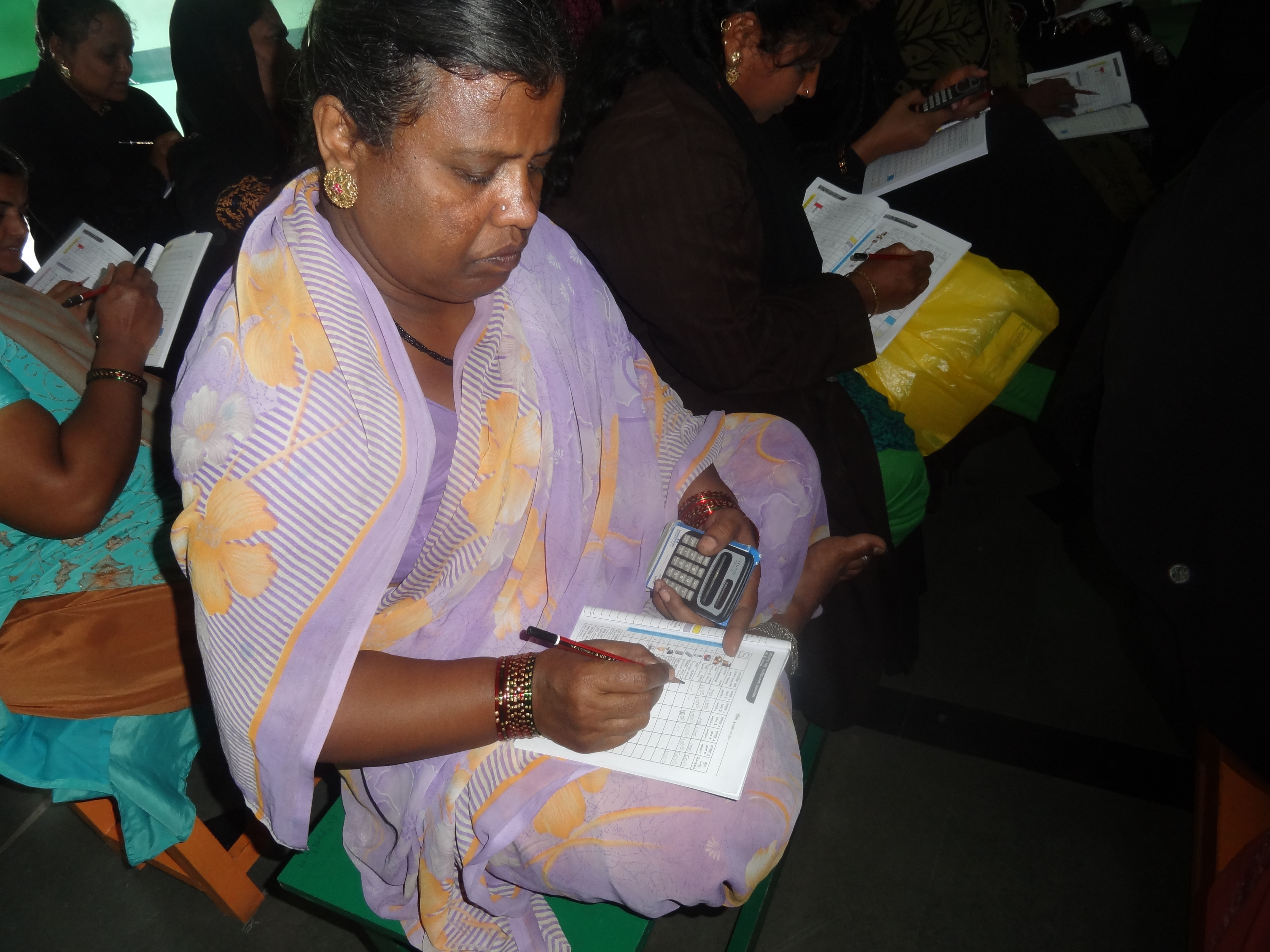
Uma aula de educação financeira na Índia.

A educação financeira é uma área transversal e Interdisciplinar cujo propósito é auxiliar indivíduos na escolha de seus rendimentos, no consumo sustentável, em suas decisões sobre investimentos, e na prevenção de situações problemáticas; não deve ser confundida com a matemática financeira, enquanto a primeira se trata de uma área que comunica com as outras como a economia, biologia (meio ambiente e saúde), história, sociologia, geografia, etc., a segunda é específica da matemática.
Desde o surgimento do sistema capitalista, as pessoas tiveram a necessidade de se adaptar ao novo conceito de dinheiro e a suas variáveis (mais complexas, comparativamente aos sistemas econômicos anteriores). As novas relações de troca, domínio e poder fundamentaram as bases econômico-sociais vigentes ainda nos dias de hoje.
A educação financeira surge como resposta para orientar a tomada de decisões, informando sobre os serviços financeiros ofertados, sobre necessidades e desejos de consumo, de necessidades de poupança, financiamento e juros, investimentos e rendimentos. Pode ser entendida como o conjunto de informações que auxilia as pessoas a lidarem com a sua renda, com o gerenciamento do dinheiro, com gastos e empréstimos monetários, poupança e investimentos de curto e longo prazo. A difusão da educação financeira permite que as pessoas aproveitem as oportunidades de produtos e serviços ofertados de uma forma consciente.
Cabe ressaltar a diferença entre educação financeira e letramento financeiro:

## Pessoal
A área de finanças pessoais trata da forma como um indivíduo ou uma família administra sua renda, independente do tipo de renda: salário, mesada, bônus, abono. Diariamente, decisões financeiras são tomadas e estas terão impacto na vida pessoal dos indivíduos.
O estudo das finanças pessoais envolve conceitos e técnicas fundamentais para a existência de uma gestão eficiente da renda de uma família. A poupança pode produzir a segurança necessária para a vida do indivíduo, assim como os investimentos de uma pessoa podem ser mais precisos e planejados conforme as suas necessidades de curto e longo prazo, resultando em ganhos maiores para a vida financeira das pessoas. Poupar, não necessariamente, exige o adiamento do consumo presente, visando ao consumo de algo maior no futuro, ou até a redução de consumo de produtos e serviços. Dois objetivos motivam as pessoas a poupar: a possibilidade de consumir mais no futuro, e as adversidades causadas pelo envelhecimento e consequente queda na capacidade de gerar receitas suficientes para arcar com as despesas.
O grande desafio nesse tema é ensinar a cultura do hábito do controle financeiro. Muitos erram precisamente nesse ponto, pois temem analisar os seus gastos mensais. O controle de gastos é algo muito difícil de se realizar, pois, é preciso identificar as questões de cunho emocional que também ofuscam a prática do consumo desordenado. Em pequenas despesas é que as pessoas não se dão conta das despesas no fim do mês, mas valores pequenos alteram definitivamente o orçamento de uma família.
Os participantes no processo de educação financeira são as escolas, as empresas, o governo, as instituições financeiras, e outros, como as organizações não governamentais. Alguns autores afirmam que, se a criança desenvolve os moldes comportamentais e cognitivos antes de e durante a escola elementar, a educação financeira deve ocorrer durante os primeiros estágios de desenvolvimento comportamental e cognitivo.
Para outros, a educação é a grande ferramenta para a redução de desigualdades sociais, evidenciando a importância da educação para o crescimento financeiro de uma pessoa, uma sociedade e um país. É notória esta relação quando se analisam grandes nações que despertaram para o crescimento econômico a partir da educação, o que possibilitou o aumento da renda da sua população.
A educação financeira permite que você administre seus fundos com o objetivo de alcançar a satisfação pessoal.

## Brasil
No Brasil, as mudanças trazidas principalmente pela estabilização da economia e a queda da inflação a partir do Plano Real (1994) alteraram como a população lida com seus recursos financeiros. A educação financeira pessoal é fundamental na sociedade brasileira, visto que influencia diretamente as decisões econômicas dos indivíduos e das famílias.
Já pode ser observado o surgimento de iniciativas para a criação de um cenário que possibilite uma maior difusão de informações financeiras para a população. A alfabetização financeira é um processo de responsabilidade do país, das escolas, do governo e das instituições privadas, envolvendo vários atores sociais. A Bolsa de Valores de São Paulo (B3) disponibiliza, à sociedade, com o seu Programa Educacional, conceitos sobre o tema "educação financeira" por cursos e palestras. Este programa difunde informações a respeito de hábitos de poupança, tipos de investimentos e planejamento de finanças pessoais, além de orientar sobre a importância destes conceitos para o desenvolvimento da economia do país.
O Banco Central do Brasil (BACEN) desenvolveu o Programa de Educação Financeira para orientar melhor as pessoas sobre a importância do planejamento financeiro e também para auxiliar os indivíduos a entender melhor o funcionamento da economia, assim como de seus agentes e instrumentos. O Programa atua em vários níveis para a divulgação de informações financeiras para a sociedade, contendo programas para o ensino fundamental e médio, momentos importantes para a formação do futuro adulto.

## Portugal
A Educação Financeira tem crescido de forma significativa em Portugal, depois dos elevados problemas financeiros que o país atravessou, onde podemos destacar o elevado nível de endividamento das famílias e o aumento do crédito mal-parado, que já atingiu 17,8% da população activa do país segundo dados de 2013 do Instituto Nacional de Estatística.
Está atualmente em estudo um Programa Nacional de Literacia Financeira, estudo liderado pelo Banco de Portugal e pelas principais associações ligadas ao sector financeiro, como a Associação Portuguesa de Bancos e a Associação Portuguesa de Companhias de Seguros, com o apoio de outras entidades relevantes.
Diversas empresas avançam com programas de literacia financeira para os seus colaboradores, conscientes dos impactos dos problemas financeiros na produtividade e bem-estar dos seus colaboradores. Destacam-se empresas como a IKEA, a Jerónimo Martins, Novartis, Media Capital, Lease Plan, entre muitas outras. Nestas empresas, os programas de literacia são desenvolvidos por entidades privadas, com ou sem fins lucrativos, entre as quais se destacam a Escola de Finanças Pessoais (EFP) e a Associação Portuguesa para a Defesa do Consumidor (DECO), a principal associação de defesa de direitos do consumidor no país.

## Geração Z
A geração Z é a geração dos nascidos entre 1995 a 2010. Conhecidos por serem indivíduos hiperconectados, costumam adotar posturas mais realistas, então entendem e encaram como algo natural o fato de ir à luta para garantir sua independência financeira. 
Dentre os diversos desafios do amadurecimento dessa geração, está no fato de gerir seus próprios recursos, aprendendo a utilizar mais racionalmente seu dinheiro e gerir os riscos, criando bons hábitos e evitando impactos negativos em seus orçamentos.
Segundo um estudo feito entre jovem da geração Z pelo CNDL/SPC Brasil, 47% não realizam o controle das finanças. Apesar que 78% possuem alguma fonte de renda, seis em cada dez contribuem financeiramente para o sustento de casa. Contudo, 39,7% daqueles que controlam suas finanças aprenderam a fazer a partir da internet.
Com a homologação da base Nacional Comum Curricular(BNCC), a Educação Financeira passou a ser obrigatória, porém isso ainda não reflete na realidade atual, visto que quase 40% ainda utiliza recursos como a internet. Desse modo, é importante estimular iniciativas e políticas públicas que ajudem a indivídos a estarem mais aptos para lidar com finanças na vida adulta.  

## Autores
Vários autores se destacam no contexto da literacia financeira em Portugal e no Brasil, como os portugueses João Morais Barbosa e Pedro Queiroga Carrilho, a youtuber e jornalista brasileira Nathalia Arcuri e o escritor brasileiro Gustavo Cerbasi.